# Галли (тауншип, Миннесота)
Галли (англ. Gully) — тауншип в округе Полк, Миннесота, США. На 2000 год его население составило 99 человек.

## География
По данным Бюро переписи населения США площадь тауншипа составляет 85,1 км², из которых 85,1 км² занимает суша, водоёмов нет.

## Демография
По данным переписи населения 2000 года здесь находились 99 человек, 39 домохозяйств и 29 семей. Плотность населения —  1,2 чел./км². На территории тауншипа расположено 49 построек со средней плотностью 0,6 построек на один квадратный километр. Расовый состав населения: 91,92 % белых, 1,01 % коренных американцев, 4,04 % азиатов и 3,03 % приходится на две или более других рас.
Из 39 домохозяйств в 25,6 % воспитывались дети до 18 лет, в 76,9 % проживали супружеские пары и в 23,1 % домохозяйств проживали несемейные люди. 20,5 % домохозяйств состояли из одного человека, при том 5,1 % из — одиноких пожилых людей старше 65 лет. Средний размер домохозяйства — 2,54, а семьи — 2,97 человека.
21,2 % населения — младше 18 лет, 10,1 % — в возрасте от 18 до 24 лет, 19,2 % — от 25 до 44, 34,3 % — от 45 до 64, и 15,2 % — старше 65 лет. Средний возраст — 44 года. На каждые 100 женщин приходилось 120,0 мужчин. На каждые 100 женщин старше 18 приходилось 110,8 мужчин.
Средний годовой доход домохозяйства составлял 23 750 долларов, а средний годовой доход семьи —  26 875 долларов. Средний доход мужчин —  21 250  долларов, в то время как у женщин — 13 750. Доход на душу населения составил 13 039 долларов. За чертой бедности не находилась ни одна семья и 4,7 % всего населения тауншипа, из которых 25,0 % старше 65 лет.